# Мидрекс

Производство продукции прямого восстановления железа в мире и доля процесса Мидрекс по сравнению с другими технологиями

Ми́дрекс (англ. Midrex) — процесс производства железа прямого восстановления (как правило, металлизованных окатышей) в установках шахтного типа, а также одноимённая установка, в которой реализован такой процесс. В качестве сырья используется железная руда или железорудные окатыши, в качестве восстановителя — конвертированный природный газ.
Процесс Мидрекс, наряду с HYL-III, также использующим в качестве восстановителя природный газ, получил наибольшее распространение среди технологий бескоксовой металлургии.

## История
Технология была разработана в 1966 году в США компанией Мидленд Росс (англ. Midland-Ross Corporation). В 1969 году в Портленде на заводе Oregon Steel была запущена в эксплуатацию первая установка Мидрекс по производству губчатого железа мощностью 360 тыс. т в год.
В Европе первая установка была построена в 1970 году на заводе в Гамбурге.
В 1983 году в СССР на Оскольском электрометаллургическом комбинате были запущены четыре установки Мидрекс общей мощностью 1700 тыс. т металлизованных окатышей в год.
Методы интенсификации процесса Мидрекс с соответствующим улучшением технико-экономических показателей в разные периоды времени заключались в нагревании восстановительных газов и вдувании кислорода в печь (1990-е годы), а также в генерации восстановительного газа путём частичного окисления природного газа кислородом в горелке, которая устанавливается сразу после реформера (2000-е годы).
Процесс Мидрекс, наряду с HYL-III, также использующим в качестве восстановителя природный газ, получил наибольшее распространение среди технологий прямого восстановления железа, получивших общее название «бескоксовой металлургии». В условиях относительной дешевизны природного газа производство металлизованных окатышей на установках Мидрекс характеризуется лучшими экономическими показателями по сравнению с другими способами.
По состоянию на 2021 год, технология принадлежит американской Midrex Technologies Inc., находящейся под управлением Kobe Steel.

## Технология и оборудование
Восстановление оксидов железа окатышей или кусковой руды происходит в шахтной печи, где организован противоток опускающегося под собственным весом железосодержащего материала и горячего восстановительного газа. Температура в пространстве печи поддерживается на уровне ниже точки размягчения шихтовых материалов. В качестве восстановительноrо rаза выступает водород и монооксид уrлерода, образующиеся в результате конверсии природного газа в отдельном реакторе (реформере).
Конверсия природного газа осуществляется в реакционных трубах, заполненных катализатором. Нагрев межтрубного пространства происходит за счёт сжигания смеси колошникового газа, получаемого в процессе металлизации, и природного газа в горелках, расположенных в днище реактора. Колошниковый газ перед подачей в конвертер подвергается пыле- и влагоочистке. Часть конвертированного газа используется при производстве инертного газа.
В состав каждой установки металлизации входят: шахтная печь, реформер природного газа, система производства инертного газа, система аспирации и вспомогательные системы. Шахтная печь состоит из загрузочного бункера, вехнего затвора с загрузочным распределителем шихты, нижнего затвора и маятникового питателя для выгрузки металлизованного продукта. По высоте печь делится на зону восстановления (от уровня засыпи до уровня фурм), промежуточную зону и зону охлаждения.
В пространстве печи развиваются следующие химические реакции:
- Восстановление железа:

{\displaystyle {\ce {Fe2O3 + 3H2 -> 2Fe + 3H2O ^}}}
{\displaystyle {\ce {Fe2O3 + 3CO -> 2Fe + 3CO2 ^}}}
- Образование карбидов железа:

{\displaystyle {\ce {3Fe + 2CO -> Fe3C + 3CO2 ^}}}
- Конверсия природного газа:

{\displaystyle {\ce {CH4 + H2O ->[t] CO + 3H2}}}
{\displaystyle {\ce {CH4 + CO2 ->[t] 2CO + 2H2}}}
Металлизованные окатыши охлаждаются до 40—50 °С в нижней части печи и выгружаются питателями, после чего подвергаются грохочению для отсева мелочи. Охлаждение осуществляется газом, состоящим из смеси восстановительного и дымовых газов. В дальнейшем металлизованный продукт используется для производства стали, как правило в электродуговых печах. Известны вариации процесса Мидрекс, в которых реализована загрузка горячих металлизованных окатышей в электропечь, минуя стадию охлаждения. В этом случае достигается сквозная экономия энергоресурсов на производство стали.
Тепло отходящих газов утилизируется с помощью рекуператоров для нагрева природного газа и воздуха, подаваемого на горение топлива в реформере.
Основным направлением интенсификации процесса является повышение температуры восстановления без размягчения рудной части и повышение давления восстановительного газа. Для возможности повышения температуры восстановления применяют офлюсование окатышей и добавку кусковой руды в шихту.
По данным 2007 года, диаметр промышленных установок Мидрекс достигал 5,5 м, годовая производительность таких печей составляла около 800 тыс. т металлизованных окатышей.

### Распространение технологии
По состоянию на январь 2023 заводы, использующие Midrex расположены в следующих странах: Канада, США, Мексика, Венесуэла, Аргентина, Швеция, Германия, Россия, Алжир, Ливия, Египет, Нигерия, ЮАР, ОАЭ, Катар, Бахрейн, Саудовская Аравия, Пакистан, Индия, Индонезия, Малайзия.